# DDR-Meisterschaften im Feldfaustball 1979
Die DDR-Meisterschaften im Feldfaustball 1979 waren seit 1949 die 30. Austragung der Meisterschaften im Faustball auf dem Feld in der DDR im Jahre 1979.
Die beiden Finalturniere der jeweils vier Oberliga-Erstplatzierten der Frauen und Männer waren für Sonnabend, den 22. September 1979 in Jena geplant. Zum ersten Mal seit Einführung der Finalrunde um die Meisterschaft fiel diese wegen ungünstiger Witterung (Dauerregen) aus. Das Büro des Präsidiums des DFV der DDR entschied nach zweien der geplanten zwölf Spiele, die Tabellenstände der Punktspielrunden als jeweiligen Meisterschaftsabschluss zu werten.

## Frauen
Abschlusstabelle der Hauptrunde:
| Platz | Mannschaft                 | Punkte | Siege | Remis | Niederlagen | Bälle   | Vorgabezähler |
| 1.    | Chemie Weißwasser (M)      | 24:0   | 12    | –     | –           | 377:214 | 3             |
| 2.    | SG Görlitz                 | 20:4   | 10    | –     | 2           | 328:283 | 2             |
| 3.    | TSG Berlin-Oberschöneweide | 13:11  | 6     | 1     | 5           | 269:260 | 1             |
| 4.    | Pentacon Dresden           | 10:14  | 5     | –     | 7           | 278:270 | 0             |
| 5.    | Lok Schwerin               | 14:14  | 3     | 1     | 8           | 272:321 | –             |
| 6.    | Lokomotive Schleife        | 6:18   | 3     | –     | 9           | 217:316 | –             |
| 7.    | SG Heidenau (N)            | 4:20   | 2     | –     | 10          | 238:315 | –             |

Auf-/Abstieg: Der Neuling aus Heidenau musste sich in einer Aufstiegsrunde mit den Staffelsiegern der Bezirksgruppenliga für die Oberliga 1980 qualifizieren. Außerdem erreichte Rotation Berlin den Aufstieg, um in der nächsten Saison wieder mit acht Mannschaften in der höchsten Faustball-Liga der Frauen zu starten.
Sieger der Staffeln waren Empor Barby (Staffel I), Rotation Berlin I (Staffel II), TU Dresden (Staffel III) und Traktor Seebergen (Staffel IV). Wegen des Rückzuges der Spielgemeinschaft Görlitz konnte auch Empor Barby als Drittplatzierter der Aufstiegsrunde aufsteigen.
Aufstiegsrunde:
| Platz | Mannschaft                     | Punkte           | Bälle Diff.      |
| 1.    | Spielgemeinschaft Heidenau (A) | 6:0              | 110:71 +39       |
| 2.    | Rotation Berlin                | 4:2              | 105:75 +30       |
| 3.    | Empor Barby                    | 2:4              | 84:101 −17       |
| 4.    | TU Dresden                     | 0:6              | 71:123 −52       |
| –     | Traktor Seebergen              | nicht angetreten | nicht angetreten |

Abschlusstabelle:
| Platz | Mannschaft                 |
| 1.    | Chemie Weißwasser (M)      |
| 2.    | SG Görlitz                 |
| 3.    | TSG Berlin-Oberschöneweide |
| 4.    | Pentacon Dresden           |

## Männer
Abschlusstabelle der Hauptrunde:
| Pl. | Mannschaft               | Punkte         | Siege          | Remis          | Niederlagen    | Bälle          | Vorgabezähler  |
| 1.  | Chemie Zeitz             | 34:2           | 17             | –              | 1              | 634:407        | 3              |
| 2.  | Lok Dresden (M)          | 30:6           | 15             | –              | 3              | 601:430        | 2              |
| 3.  | Fortschritt Glauchau     | 26:10          | 13             | –              | 5              | 528:460        | 1              |
| 4.  | Plasttechnik Greiz       | 22:14          | 11             | –              | 7              | 548:521        | 0              |
| 5.  | ISG Hirschfelde          | 18:18          | 9              | –              | 9              | 439:518        | –              |
| 6.  | Fortschritt Walddorf (N) | 14:22          | 7              | –              | 11             | 499:536        | –              |
| 7.  | Motor Schleusingen (N)   | 12:24          | 6              | –              | 12             | 459:532        | –              |
| 8.  | Einheit Halle            | 12:24          | 6              | –              | 12             | 454:543        | –              |
| 9.  | Motor Zwickau-Süd        | 6:30           | 3              | –              | 15             | 452:576        | –              |
| 10. | Empor Tangermünde (N)    | 6:30           | 3              | –              | 15             | 328:473        | –              |
| 11. | Lokomotive Dresden II    | ohne Wertung 1 | ohne Wertung 1 | ohne Wertung 1 | ohne Wertung 1 | ohne Wertung 1 | ohne Wertung 1 |

Ab-/Aufstieg:
Die Mannschaften von Empor Tangermünde und Motor Zwickau-Süd stiegen neben Lok Dresden II in die DDR-Liga ab. Als Staffelsieger standen die Mannschaften Lokomotive Güstrow (Staffel I), Traktor Bachfeld (Staffel II) als Oberligaabsteiger und Rotation Dresden (Staffel III) als Aufsteiger zur Oberliga 1980 fest.
Abschlusstabelle:
| Pl. | Mannschaft           |
| 1.  | Chemie Zeitz         |
| 2.  | Lok Dresden (M)      |
| 3.  | Fortschritt Glauchau |
| 4.  | Plasttechnik Greiz   |

## Anmerkung
1. 1 2  Vorgabezähler: Gemäß ihrer Platzierung in der Hauptrunde erhielten die qualifizierten Mannschaften Punkte für die Endrunde. Der Erste erhielt dabei drei Punkte, der Zweitplatzierte zwei, der Dritte noch einen.